# Улмоаса (Марамуреш)
Улмоаса (рум. Ulmoasa) насеље је у Румунији у округу Марамуреш у општини Тауциј-Магерауш. Oпштина се налази на надморској висини од 439 m.

## Становништво
Према подацима из 2002. године у насељу је живело 197 становника, од којих су сви румунске националности.